# Pheidole virago
Pheidole virago är en myrart som beskrevs av Wheeler 1915. Pheidole virago ingår i släktet Pheidole och familjen myror. Inga underarter finns listade i Catalogue of Life.

## Bildgalleri

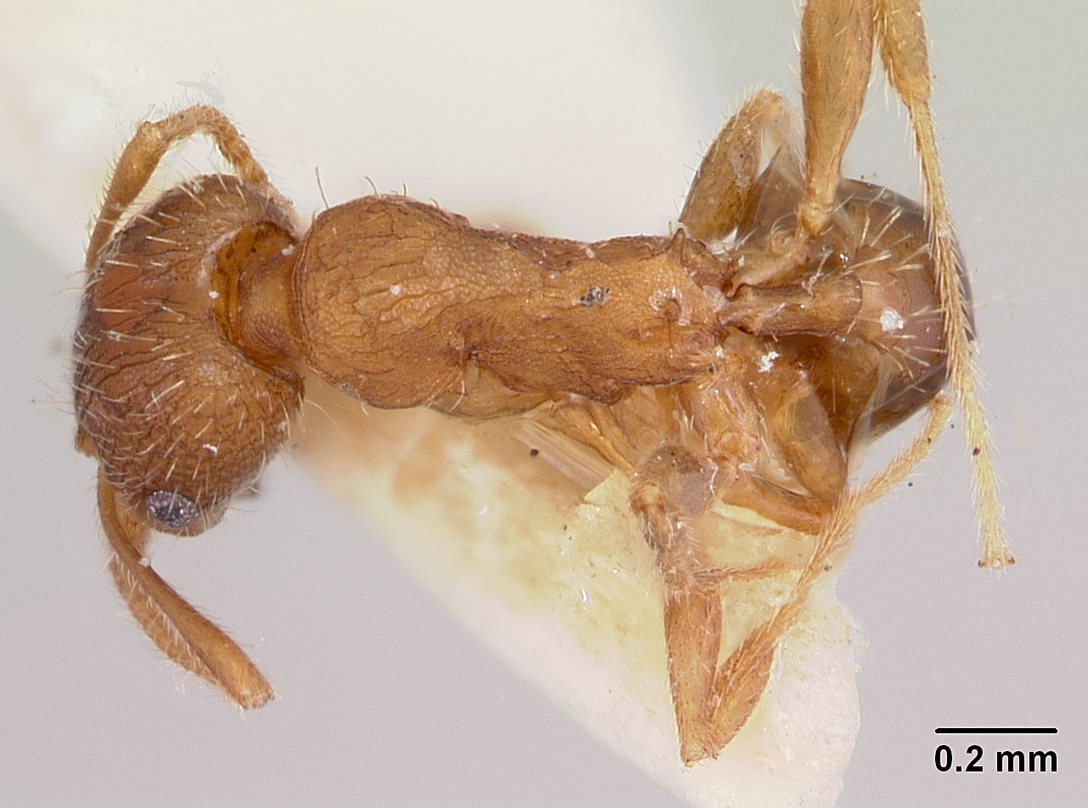
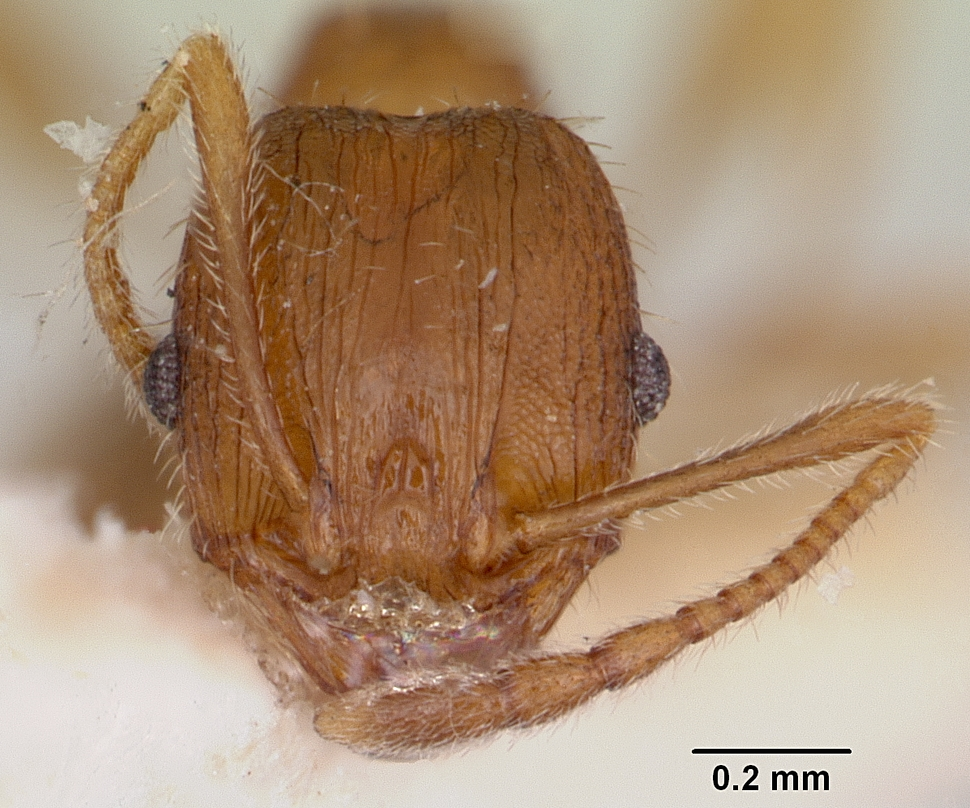
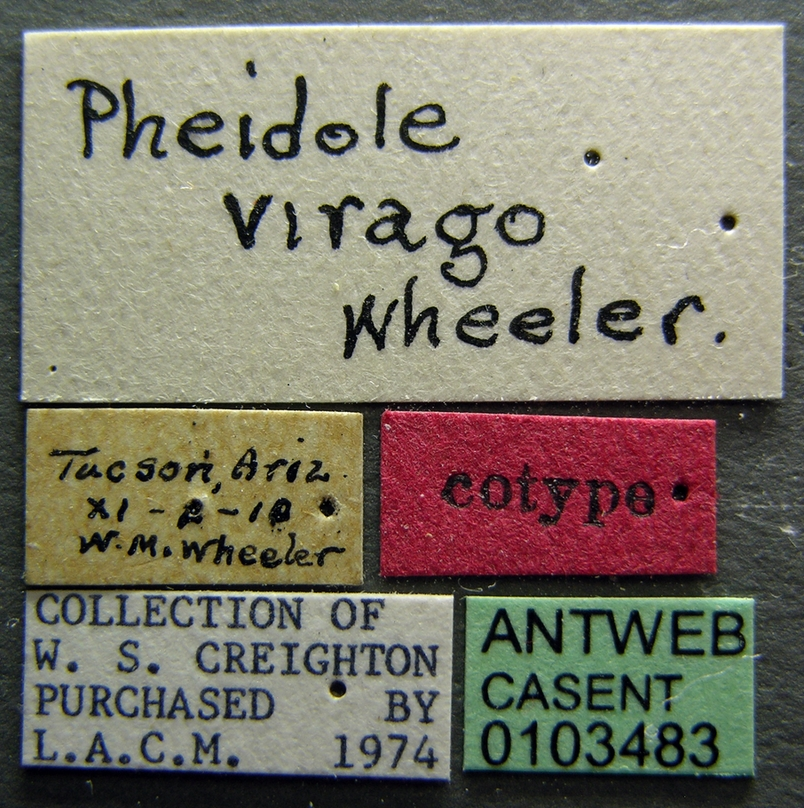
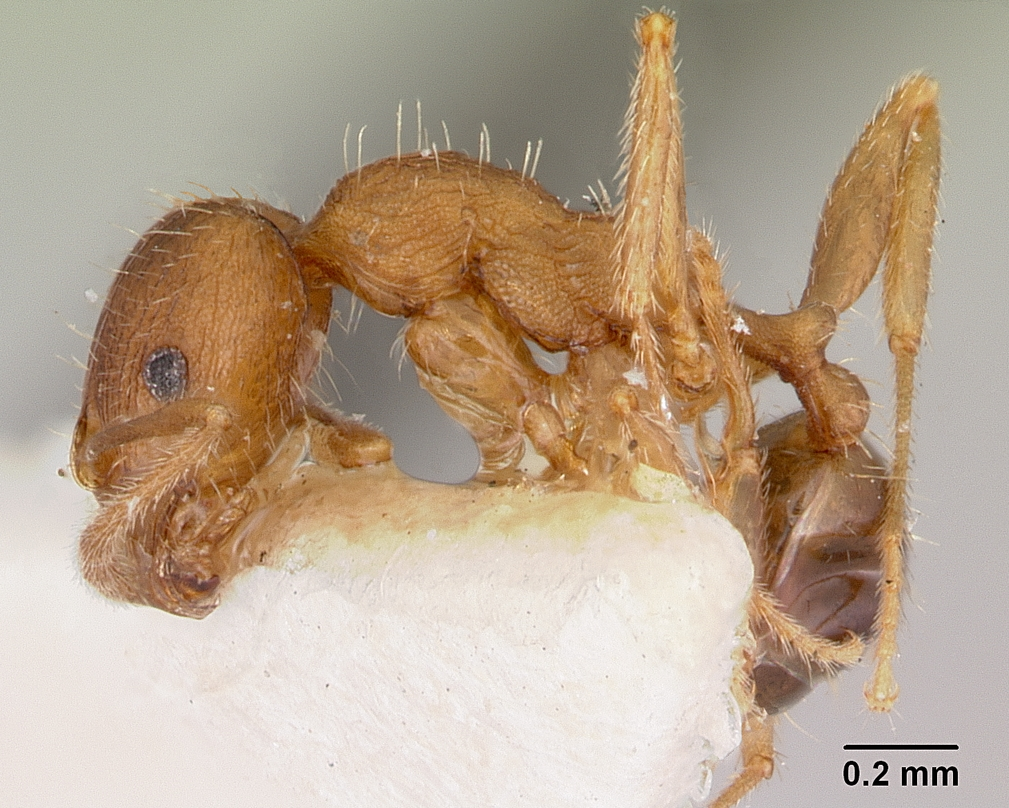
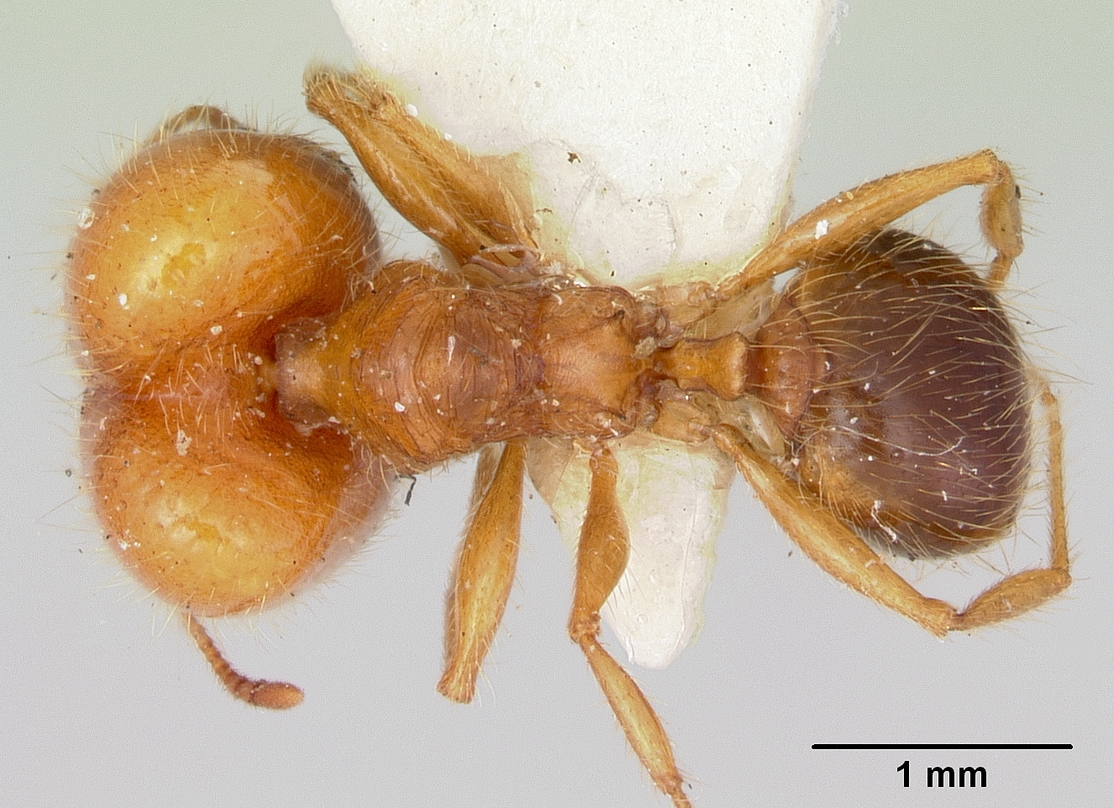
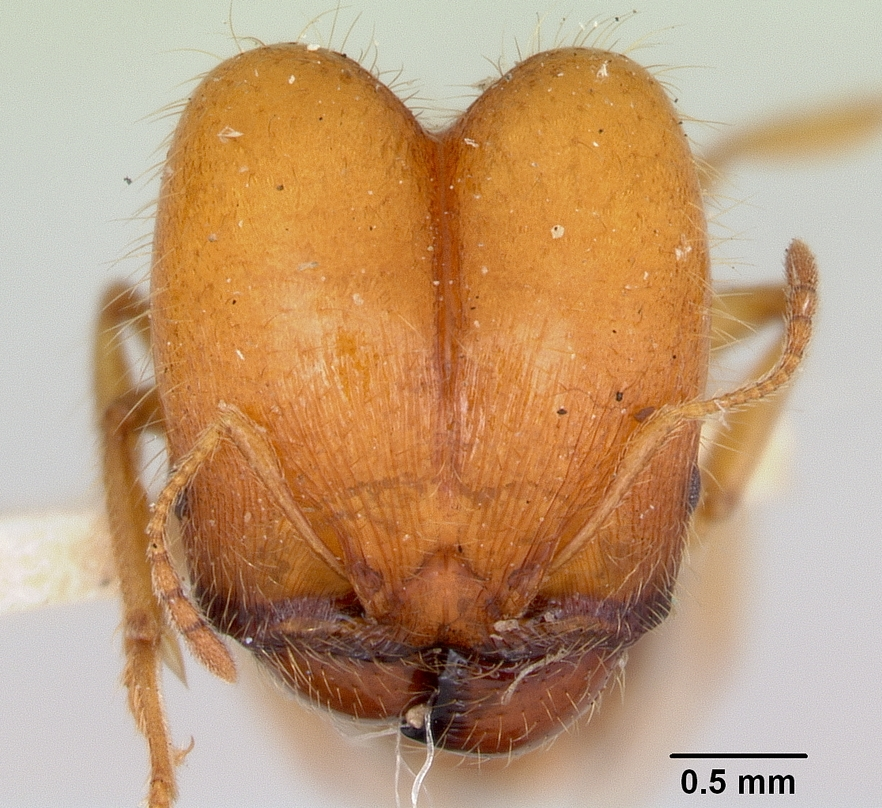